# Shangi
Shangi è un settore (imirenge) del Ruanda, parte della Provincia Occidentale e del distretto di Nyamasheke.